# 1936年シーズンのクリーブランド・ラムズ
1936年シーズンは、クリーブランド・ラムズのチーム創設1年目のシーズン。チームはアメリカン・フットボール・リーグ（通称：AFLⅡ）と共に創設され、初代ヘッドコーチには翌年からゼネラルマネージャーに転身したデイモン・ヴェッツェルが就任した。ラムズはレギュラーシーズン2位となり、首位のボストン・シャムロックスとAFLチャンピオンシップを戦うはずだったが、シャムロックスがストライキにより選手を揃えることができずに開催できなかった。そのため、ラムズがAFLⅡ初代チャンピオンとされたはずだが、様々な資料においてシャムロックスが初代チャンピオンとされている。
ラムズは翌年からNFLに移籍し、このシーズンはAFLⅡに参加した唯一のシーズンとなった。

## プレシーズン
| 週                         | 日 | 相手 | 結果 | 戦績 | 開催地 | 観客数 |
| -------------------------- | -- | ---- | ---- | ---- | ------ | ------ |
| 勝利 敗戦 at：敵地での対戦 |    |      |      |      |        |        |

## レギュラーシーズン
| 週                         | 日 | 相手 | 結果 | 戦績 | 開催地 | 観客数 |
| -------------------------- | -- | ---- | ---- | ---- | ------ | ------ |
| 勝利 敗戦 at：敵地での対戦 |    |      |      |      |        |        |

※ 同地区の対戦相手を太文字で表示

### 順位表
| ボストン・シャムロックス   | 8 | 3 | 0 | .727 |  | 133 | 97  | 12.1 | 8.8  |
| クリーブランド・ラムズ     | 5 | 2 | 2 | .714 |  | 123 | 77  | 13.7 | 8.6  |
| ニューヨーク・ヤンキース   | 5 | 3 | 2 | .625 |  | 75  | 74  | 7.5  | 7.4  |
| ピッツバーグ・アメリカンズ | 3 | 2 | 1 | .600 |  | 78  | 65  | 13.0 | 10.8 |
| シラキース・ブレーブス     | 1 | 6 | 0 | .143 |  | 51  | 113 | 7.3  | 16.1 |
| ブルックリン・タイガース   | 0 | 6 | 1 | .000 |  | 58  | 82  | 8.3  | 11.7 |

## 参照